# Gainete
Carlos Gainete Filho, mais conhecido como Gainete (Florianópolis, 15 de novembro de 1940) é um ex-futebolista e treinador brasileiro.

## Carreira

### Jogador
Gainete começou a carreira sendo ponta-direita juvenil do catarinense Guarani, de Florianópolis, em 1955.
Atuando como goleiro, Gainete iniciou a carreira profissional no Paula Ramos em 1958. Foi Campeão Catarinense logo na sua primeira temporada pelo clube, em 1959.
No começo da década de 1960, transferiu-se para o Guarani de Bagé, indo, em 1962, para o Internacional. Permaneceu no clube até 1964, quando, no ano seguinte, atuou no Vasco da Gama por empréstimo. Estreou em 14 de março durante o Torneio Rio-São Paulo e pelo clube pelo qual sagrou-se campeão da Taça Guanabara.
Em 1966, retornou ao Internacional, onde jogou até 1972.[carece de fontes?] Em 1970, tornou-se recordista nacional ao permanecer durante 1.394 minutos sem sofrer gol, entre 31 de maio e 20 de setembro. Pelo Internacional, Gainete foi Tricampeão Gaúcho.
Entre 1972 e 1974, jogou no Atlético Paranaense, retornando ao Rio Grande do Sul em agosto de 1974, onde disputou o Campeonato Gaúcho pelo Atlético de Carazinho.

### Treinador
Formou-se em Economia e Educação Física.
Após encerrar a carreira de futebolista, Gainete exerceu a profissão de treinador de futebol. Teve mais duas passagens pelo Inter em 1977/1978 e 1988.
Como técnico, suas maiores conquistas foram o Campeonato Baiano de 1985 e 1990, pelo Vitória, e o Campeonato Goiano de 1990, dirigindo o Goiás.
Foi também vice-campeão do Campeonato Brasileiro de 1986 pelo Guarani.
Em 2006, dirigiu por alguns meses a equipe do Guarani na Série B do Campeonato Brasileiro.

## Títulos

### Como futebolista
Paula Ramos
- Campeonato Catarinense: 1959

Guarany de Bagé
- Campeonato Acesso à Divisão Especial: 1960

Vasco da Gama
- Taça Guanabara: 1965

Internacional
- Campeonato Gaúcho: 1969,1970 e 1971

### Como treinador
Vitória
- Campeonato Baiano: 1985 e 1990

Goiás
- Campeonato Goiano: 1989